# Walter Perez (skådespelare)
För andra betydelser, se Walter Perez.
Walter Perez, född 12 juli 1982 i South Gate i Kalifornien, är en amerikansk film- och TV-skådespelare och musiker av mexikansk härkomst. Han är mest känd för rollen som Victor Tavares i nyinspelningen av filmen Fame. Han har också haft en återkommande roll som Richard Martinez/Leaper X i den första säsongen av NBC-dramaserien Quantum Leap (2022), samt spelat rollen som Jorge Perez i Paramount+-serien Fatal Attraction (2023).

## Filmografi (i urval)

### Film
| År   | Titel                                     | Roll             | Noter       |
| ---- | ----------------------------------------- | ---------------- | ----------- |
| 2006 | Rika vänner                               | Byggnadsarbetare | Okrediterad |
| 2006 | Big Bad Wolf                              | Fiskare          |             |
| 2009 | Fame                                      | Victor Tavares   |             |
| 2010 | Inhale                                    | Arturo           |             |
| 2011 | Detention                                 | Elliot Fink      |             |
| 2012 | The Avengers                              | Ung sköldpilot   |             |
| 2015 | I Spit on Your Grave 3: Vengeance Is Mine | Chef             |             |

### TV
| År        | Titel                          | Roll                      | Noter                            |
| --------- | ------------------------------ | ------------------------- | -------------------------------- |
| 2004      | The District                   | Tico Rodriguez            | 3 avsnitt                        |
| 2005      | Vem dömer Amy?                 | Fernando 'Freddie' Duran  | Avsnittet "Too Little, Too Late" |
| 2006      | Friday Night Lights            | Bobby 'Bull' Reyes        | 5 avsnitt                        |
| 2007      | CSI: Miami                     | Jorge Zamareno            | Avsnittet "Throwing Heat"        |
| 2008      | The Closer                     | Oscar Sanchez             | Avsnittet "Sudden Death"         |
| 2010      | Cold Case                      | Carlos Espinosa           | Avsnittet "Bombers"              |
| 2010      | NCIS: Los Angeles              | Omar Alvares              | Avsnittet "Full Throttle"        |
| 2010      | In Plain Sight                 | Leo Olarte                | Avsnittet "Father Goes West"     |
| 2010      | Grey's Anatomy                 | Russ Gammie               | Avsnittet "Shock to the System"  |
| 2011      | Off the Map                    | Roberto                   | Avsnittet "A Doctor Time Out"    |
| 2011      | Prime Suspect                  | Ward Foster               | Avsnittet "Shame"                |
| 2012      | The River                      | Soup                      | Avsnittet "Peaches"              |
| 2012      | Castle                         | Bobby Lopez               | Avsnittet "47 Seconds"           |
| 2013      | Hello Ladies                   | Lopez                     | Avsnittet "Long Beach"           |
| 2014      | NCIS                           | Lt. Michael Waters        | Avsnittet "Shooter"              |
| 2014      | CSI: Crime Scene Investigation | Rudy Adela                | Avsnittet "Bad Blood"            |
| 2016      | Grimm                          | Benjamin McCullough       | Avsnittet "The Believer"         |
| 2018–2019 | Queen Sugar                    | Romero                    | 19 avsnitt                       |
| 2020      | 9-1-1: Lone Star               | Ben                       | Avsnittet "Monster Inside"       |
| 2022–2023 | Quantum Leap                   | Richard Martinez/Leaper X | 4 avsnitt                        |
| 2023      | Fatal Attraction               | Jorge Perez               | 5 avsnitt                        |